# Hoffmanns eventyr
Hoffmanns eventyr (fransk originaltitel Les Contes d'Hoffmann) er en opera af Jacques Offenbach. Han døde i 1880 uden at være færdig med den. Vennen Ernest Guiraud gjorde den færdig, og den blev opført i 1881.
Handlingen bygger på fortællinger af E. T. A. Hoffmann.
"Barcarolle" fra Hoffmanns eventyr er i let omskrevet tilstand indsunget af Elvis Presley under titlen "Tonight Is So Right For Love". Den blev indspillet i Hollywood den 27. april 1960 og fremført i Elvis-filmen G.I.Blues fra 1960 og udsendt på soundtracket fra filmen, der ligeledes hed G.I.Blues.